# Дело Блондеса
Дело Блондеса — один из антисемитских судебных процессов в Российской империи, дело по обвинению виленского еврея Давида Абрамовича Блондеса в попытке убийства 2 марта 1900 года женщины-католички для получения христианской крови, чтобы использовать её в ритуальных целях. На первом процессе 21 декабря 1900 года Блондес был осуждён, а затем 1 февраля 1902 года на кассационном рассмотрении оправдан.

## Инцидент
В ночь на 2 марта 1900 года в Вильне в полицейское управление была доставлена с Татарской улицы с двумя ранами на шее и на левой руке крестьянка Винцента Грудзинская. За несколько дней до этих событий она была нанята на работу в качестве кухарки фельдшером Давидом Блондесом.
По её словам, когда она работала на кухне, на неё напали вбежавшие к ней из столовой два человека, лица которых были обвязаны белыми платками с отверстиями для глаз; один из них схватил её за голову, а другой ножом или бритвой ударил её по горлу и по левой руке. Шум на улице отвлёк нападавших. Воспользовавшись этим, Грудзинская, по её словам, вырвалась и побежала к жившему рядом родственнику Адаму Грудзинскому, который ранее рекомендовал её Блондесу. Она утверждала, что один из напавших на неё был похож на Блондеса, а второго она не узнала.
На крик Грудзинской сбежались люди, которые во главе с Адамом Грудзинским ворвались в дом Блондеса. Блондес лежал в постели, ворвавшиеся избили его, после чего он был арестован.

## Ритуальное обвинение
Грудзинская заявила приставу, что она не знает, что хотели с ней сделать евреи, но она слыхала, как другие говорили, что евреи хотели её зарезать, «чтобы добыть крови для мацы». С этого момента происшествие на Татарской улице рассматривалось как преступление, совершённого с ритуальной целью.
2 марта к расследованию события приступил судебный следователь по важнейшим делам виленского окружного суда. Назначение этого должностного лица рассматривать мелкое дело (неудавшееся покушение) могло быть вызвано или желанием успокоить население, взволнованное вестью ο ритуальном преступлении, или же уверенностью, что действительно в квартире Блондеса евреи пытались добыть христианскую кровь. Судебный следователь в своём постановлении от 2 марта ο привлечении Блондеса к следствию указал, что «внушающее к себе полное доверие заявление потерпевшей и её недоумение ο причине нанесенных ей Блондесом ран не исключают предположения выраженного собравшейся около парикмахерской толпой, что евреи хотели зарезать её для получения крови на мацу». О ритуальном характере преступления, как письменно заявила жена обвиняемого, говорил в её присутствии не только следователь, но и прокурор, а в обвинительном акте было высказано предположение, что ещё до 2 марта евреи хотели зарезать Грудзинскую по дороге и поэтому вызвали её в соседнюю местность.
Обвинение Блондеса стало поводом для вспышки антисемитских настроений. Незадолго до события в Вильне в некоторых польских кругах созрело решение повести против евреев экономическую борьбу (стали учреждаться пекарни, лавки и пр.) В еврейском обществе утвердилась мысль, что дело Блондеса связано с этим течением и что оно было инспирировано в расчёте на погромы. Действительно, слух ο виленском происшествии быстро распространился по окрестностям в среде католического крестьянства, однако вслед за этим стало также известно, что виленский губернатор князь Николай Грузинский принял строгие предупредительные меры — и тогда движение против евреев не приняло сколько-нибудь заметной формы. Была, между прочим, сделана попытка вызвать волнение в Лукниках Шавельского уезда Ковенской губернии слухом, будто одна местная девушка зарезана в Вильне евреями, но губернская администрация подтвердила её отцу, что она жива.
О насилии над Грудзинской, как ο ритуальном преступлении, заговорили и некоторые реакционные газеты. Ввиду всех этих условий дело Блондеса было поставлено общественным мнением в ряду так называемых ритуальных процессов; обвинительным же актом оно было квалифицировано как покушение на убийство в сообществе с необнаруженным лицом.

## Первое рассмотрение в суде и обвинение
Дело рассматривалось в виленском окружном суде, при закрытых дверях, с 15 по 21 декабря 1900 года с участием присяжных заседателей. Одним из адвокатов Блондеса был Оскар Грузенберг, впоследствии защищавший от аналогичных обвинений Менделя Бейлиса по самому громкому судебному делу того времени.
Тревожную атмосферу вокруг процесса ещё более сгустило на первых порах то обстоятельство, что гражданским истцом со стороны Грудзинской выступил видный местный польский адвокат Фаддей Врублевский: создавалось впечатление, что Блондес и Грудзинская представляют собой еврейский и польский народы.
Поэтому особое значение должно было получить то, что, наряду с русским Петром Мироновым и евреем Оскаром Грузенбергом, на защиту Блондеса выступил известный юрист Владимир Спасович, пользовавшийся большим авторитетом как в русском, так и в польском обществе.
Присяжным заседателям были поставлены вопросы:
1. ο покушении на предумышленное убийство, согласно выводам обвинительного акта — «по предварительному соглашению с другим, следствием не обнаруженным лицом и вместе с ним, нанес ей острым режущим орудием раны на шее и левой руке, но привести означенного намерения в исполнение не мог по обстоятельствам, от него не зависевшим, так как был испуган раздавшимся на улице стуком и вследствие этого оставил Грудзинскую»;
2. ο нанесении легких ран в состоянии запальчивости и раздражения.

Присяжные заседатели ответили на первый вопрос: «Да, виновен, но без намерения лишить жизни». Суд определил подвергнуть Блондеса лишению всех особых прав и преимуществ и заключению в тюрьме на 1 год и 4 месяца.

## Кассация
На этот приговор были поданы прокурором протест, а защитником кассационная жалоба.
Приговор давал широкий простор для общественной фантазии, окрыленной предрассудками. Вина Блондеса сводилась к тому, что он, не будучи в раздражении или запальчивости, нанес раны без намерения лишить жизни; следовательно, нанесение раны было самоцелью — если не жизнь Грудзинской, то её раны нужны были евреям. При таких условиях  нееврейское население полагало, что преступление совершено во имя кровавых религиозных потребностей. Это обстоятельство придавало делу Блондеса значение первостепенной важности: обвинительный приговор был страшен не столько Блондесу, сколько всему еврейскому населению. В этих видах кассационная жалоба должна была стремиться не к смягчению юридической квалификации, а к полной отмене приговора и новому рассмотрению дела, хотя бы, таким образом, Блондесу и угрожала, в случае обвинения, большая кара. Среди виленского еврейского общества, нравственно измученного процессом, раздались голоса, что лучше удовлетвориться сравнительно мягким наказанием, нежели продолжать дело, столь волнующее умы и которое, в условиях дня, не может быть завершено вполне успешно. Спасович, со своей стороны, также счел нужным сложить оружие и не отягощать судьбы Блондеса, ибо не верил, чтобы в тогдашней общественной атмосфере, насыщенной злобой и предрассудками, нашелся состав присяжных, который оправдал бы Блондеса, но Грузенберг решил продолжать дело защиты. Сам Блондес согласился на подачу кассационной жалобы, так как знал, что его дело — еврейское дело. «Неужели мне придется страдать из-за такого ложного обвинения, из-за того, что я родился евреем?» — писал он из тюрьмы Грузенбергу и выражал надежду, что дело кончится торжеством евреев над происками врагов.
В жалобе защитника указывалось, между прочим, что Блондесу было отказано в вызове свидетелей, которые разъяснили бы, был ли какой-либо шум у него в злополучную ночь и при каких обстоятельствах он был арестован, а также в вызове экспертов из Петербурга, среди них известного хирурга, профессора Павлова, а между тем их экспертиза была тем необходимее, что медицинский департамент не согласился с виленскими экспертами, будто рана на шее могла быть нанесена только чужой рукой; жалоба констатировала также, что прокурор допустил в своей речи такие выражения, как, напр.: «Блондесу помогал легион евреев», «оправдательный его (Блондеса) приговор встретят евреи с овациями», присяжные заседатели не дадут «торжествовать среде, из которой он (Блондес) вышел», каковые выражения были обращены к страстям и предрассудкам судей, как частных лиц.
Поддерживая жалобу в Сенате, Грузенберг обращал внимание на свидетельские показания, устанавливавшие, что Грудзинская, вопреки её утверждению, спокойно вышла из парикмахерской и, направляясь к Адаму Грудзинскому, никому не жаловалась на нападение евреев, хотя по пути она встретила нескольких дворников и извозчиков. Впервые она заговорила ο Блондесе тогда, когда вышла от Грудзинского. Даже её поверенный нашел такое поведение странным и ходатайствовал ο её психическом исследовании. Там, где якобы «резали» Грудзинскую, не оказалось крови; её не нашли и на пиджаке, в котором Блондес, по словам обвинительницы, был во время нападения; в крови было только бельё Блондеса и та комната, в которой его били.
Сенат, согласно жалобе защитника и протесту прокурора, постановил 13 апреля 1901 года передать дело на новое рассмотрение тому же суду в другом составе присутствия.

## Оправдание
С 28 января по 1 февраля 1902 года дело вторично разбиралось в суде. Петербургские эксперты, профессора Павлов и Ивановский, признали, что раны, и даже не раны, а «кожные поранения» Грудзинской, могли быть причинены и вернее всего были причинены собственной рукой; при этом они отметили, что поранения были проведены осторожно, «жалеючи». Защита поставила ребром вопрос ο ритуальном характере преступления; отвергнув мысль об участии польского общества, она указала, что дело могло быть создано группой неизвестных лиц с целью вызвать погром и поживиться, а также с целью шантажа, на что указывают некоторые данные; а чтобы рассеять представление, будто Блондес мог действовать, надеясь на поддержку со стороны единоверцев, Грузенберг показал, как одинок был Блондес в своём несчастье.
Присяжные заседатели признали Блондеса невиновным, вследствие чего суд оправдал его. После оправдательного приговора газета «Восход» писала: «Весь процесс носил характер средневекового ритуального обвинения и вызывал сильное возбуждение евреев и христиан…».